# O Jongo no Vale do Paraíba Paulista
O Jongo, no Vale do Paraíba Paulista, remonta aos séculos VII a XIX e está diretamente ligado à cultura dos bantos, . Os bantos são escravos oriundos das regiões do Congo e Angola, trazidos para trabalhar nas fazendas de café do Vale do Paraíba (entre São Paulo e Rio) e nas fazendas do sul de Minas Gerais e do Espírito Santo. O jongo influenciou fortemente na construção do samba, sendo considerado o Pai do Samba. 

## História do Jongo
Para entender a história do Jongo devemos mergulhar na História do Brasil, na realidade do Brasil escravo; Pois o jongo é uma herança cultural herdada dos escravos que precisaram se adaptar para se comunicar entre eles sem que seus Senhores “Donos dos escravos” soubessem. O jongo além de um ritmo de musical e dança também é parte da nossa historia, sendo considerado um patrimônio da cultura negra brasileira.
Nos séculos VII a XIX o jongo caracterizava-se por encontros onde os escravos se reuniam em torno de uma fogueira e tambores conhecidos como ingomas. Esses encontros aconteciam provavelmente em senzalas, espaços de apoio no meio do cafezal, roças, matas, terreiros das casas ou choças .
Com o passar do tempo a prática do jongo adquiriu novo sentido com conotações mais sócio-culturais e mais politizados em um movimento de valorização da cultura negra. Hoje em dia, a maior parte das comunidades jongueiras vive nas cidades ou em suas periferias. A dança acontece tradicionalmente à noite, celebrando o 13 de maio ou integrando as festividades de algumas datas do catolicismo popular: festas juninas, o Divino Espírito Santo, etc. entre outras, sendo que cada comunidade tem suas características particulares de dança e canto. É uma prática secular e  é considerado uma das maiores contribuições dos negros para a cultura do Brasil e influenciou a formação dessa população.
Na época da escravidão quando o jongo surgiu os tambores denominados de caxambu e o candogueiro eram feitos de madeira de uma árvore velha que era cortada e furada para fazer o oco e encourada. Com o tempo outros materiais foram incorporados para a fabricação dos tambores como o barricas de cachaça. A fogueira tem papel importante no jongo pois é necessária para esticar o tambor. As batidas do tambor podem mudar entre as comunidades praticantes do jongo.
O jongo chegou a ser proibido se fosse realizado sem aviso prévio as autoridades em várias cidades. Em piquete a Lei número 3 de 16 de janeiro de 1893 no artigo 25, parágrafo 2 estabelecia que “os batuques, sambas, cateretês ...ficavam proibidos sob pena de multa ao dono da casa”. Já que estas manifestações “perturbavam a segurança, a tranquilidade e moralidade”.

## Jongo no Vale do Paraíba Paulista
A pesquisadora Maria de Lourdes Borges Ribeiro em seu livro registrou as cidades paulistas onde havia comprovado a existência do jongo são elas: Cunha, Caçapava, Ilhabela, Salesópolis, São José dos Campos, Votuporanga, Caraguatatuba, Lorena, Miracatu, Piraçununga, Redenção da Serra, Taubaté, Iguapé, Ubatuba, Pindamonhangaba, Areias, Lagoinha, São José do Barreiro, Bananal, Queluz, Saveiras, Cachoeira Paulista, Piquete, Guaratinguetá, Aparecida, Jacareí e São Luis do Paraitinga. Porem o Jongo tem desaparecido no Vale do Paraíba, já foi muito importante em São Luís do Paraitinga, atualmente porém o Jongo está presente no Vale do Paraíba Paulista com grupos ativos apenas nas Cidades de Piquete, Guaratinguetá e São José dos Campos.

## Grupos de Jongo no Vale do Paraíba Paulista
São José dos Campos: O jongo em São José dos Campos apresenta características do Jongo carioca, como por exemplo, a palavra entoada para marcar a ruptura do ponto (término de um ponto para iniciar outro) no Rio de janeiro como em São José dos Campos é machado isso se deve na história recente ao jongueiro Laudeni que é natural de Barra do Piraí onde aprendeu o jongo com o pai mestre Dovalino de Souza em Barra do Piraí (RJ). Além da batida de São josé dos campos é mais parecida com a batida do caxambu típica do Rio de Janeiro. Quando veio morar em São José dos Campos trouxe o jongo como tradição familiar Hoje é responsável pela manutenção deste patrimônio cultural em São José dos Campos. Seu Laudeni de Souza fundou o grupo de Jongo Mistura de Raça ensaia todos os sábados no Ponto de Cultura OCA, na Vila Tatetuba a partir das 15hs. O grupo nasceu em 2002 em São José dos Campos como um trabalho de resgate do jongo que não era mais praticado em São José dos Campos, sendo apenas uma memória dos mais antigos. 
Guaratinguetá: Existem os grupos de Jongo mais antigos do Vale do Paraíba é uma comunidade de jongueiros que existe a mais de 150 anos no bairro de Tamandaré, uma das poucas sobreviventes no País. As  Associação Cultural Jongueira do Tamandaré e Associação Cultural Quilombolas do Tamandaré mantem viva está tradição na cidade de Guaratinguetá.
Piquete: Em Piquete o reduto do Jongo é a Vila Eleotério. Até o século passado porem era no bairro da Raia que o jongo acontecia. No bairro da Raia havia a maior concentração de população de origem africana e seus descendentes, sendo possível que na composição da comunidade tenha egressos de quilombos.
Ponto de Jongo de Piquete
Solista: Gilberto Agusto da silva (Gil do jongo)
"Bandolê o lê o lê
Bandolê o lê o lá
Bandolei a jongueiro ê
Bandolê o lê o lá
O bandolê o lê lá"

## Os pontos do Jongo
São os versos cantados no Jongo, estes versos apresentam-se em metáforas provérbios e mensagens cifradas e apesar de serem entoados em forma de canto não é considerada uma canção. Estes pontos são classificados de acordo com a finalidade. São fundamentais na roda de Jongo e expressam acontecimentos do cotidiano e a memória da comunidade jongueira e do jongueiro que o entoa, refletem portanto uma memória individual e coletiva. Os pontos de Jongo guardam em suas letras a memória histórica dos negros africanos que realizavam as rodas de jongo no tempo da escravidão e nos anos que se seguiram a abolição. “O ponto do Jongo trás consigo características de toda uma prática social vivida por escravos africanos no vale do Paraíba no Brasil, um incrível arsenal que compreende: modos de vida, formas de trabalho, práticas religiosas, conflitos diversos, entre outros elementos, que são tratados nos pontos de jongo. Os jongueiros expressam experiências partilhadas, relacionam-se acontecimentos do passado com os do presente.”(SOUZA, 2007 p104-105)
As palavras machado ou cachoeira são expressões usadas para marcar a ruptura do ponto. No Rio de Janeiro o que se usa é machado, enquanto que no jongo paulista é cachoeira. Um dado interessante é que o Grupo Cachuera usou influencias do Jongo do vale do Paraíba em sua música inclusive na concepção do nome do grupo.

## Patrimônio Cultural
O Jongo é considerado um Bem cultural, foi proclamado patrimônio cultural brasileiro em novembro de 2005 pelo Conselho Consultivo do Instituto do Patrimônio Histórico e Artístico Nacional (Iphan). 